# Rasterelektronenmikroskop

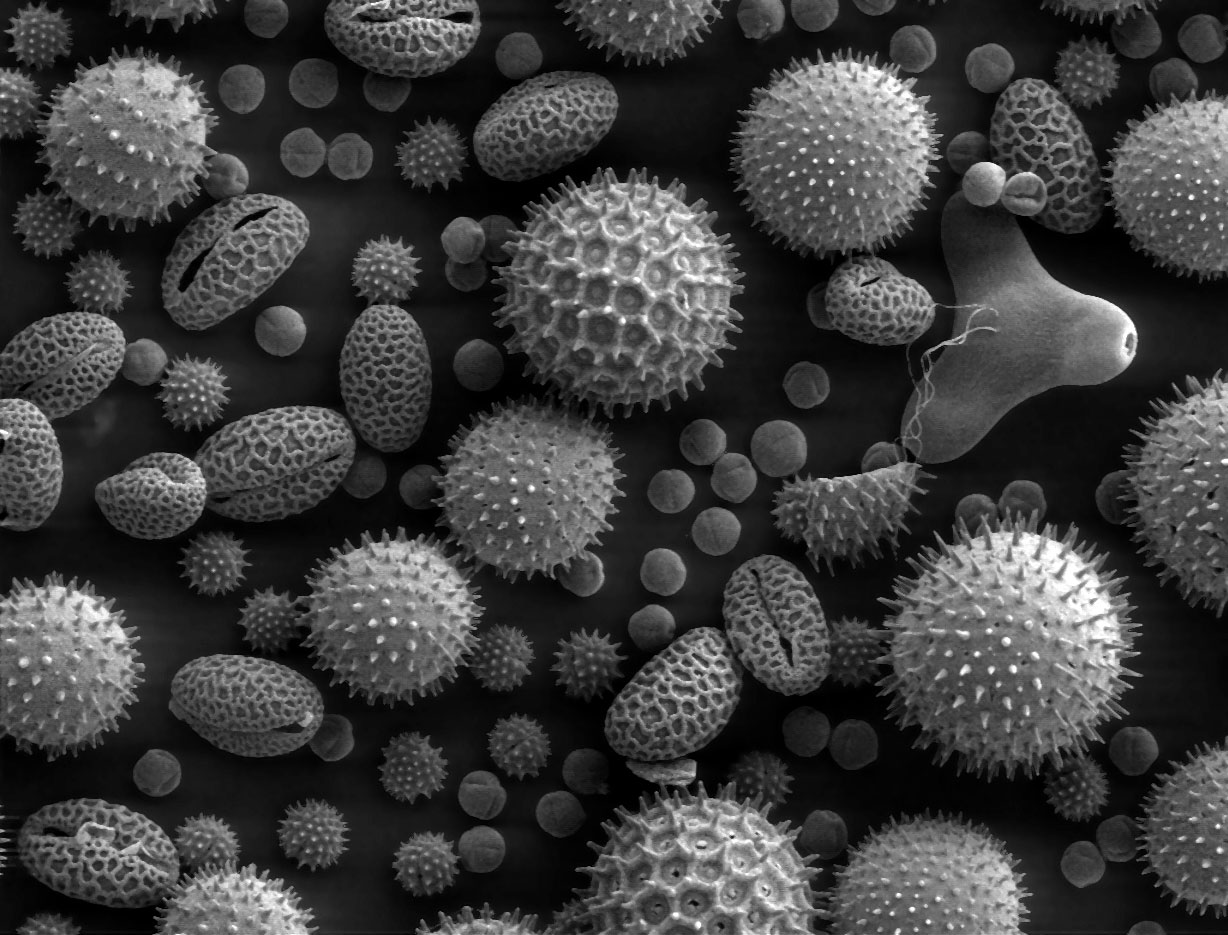
Unterschiedliche Pollen, mit ihren verschiedenen Oberflächen, aufgenommen mit dem Rasterelektronenmikroskop

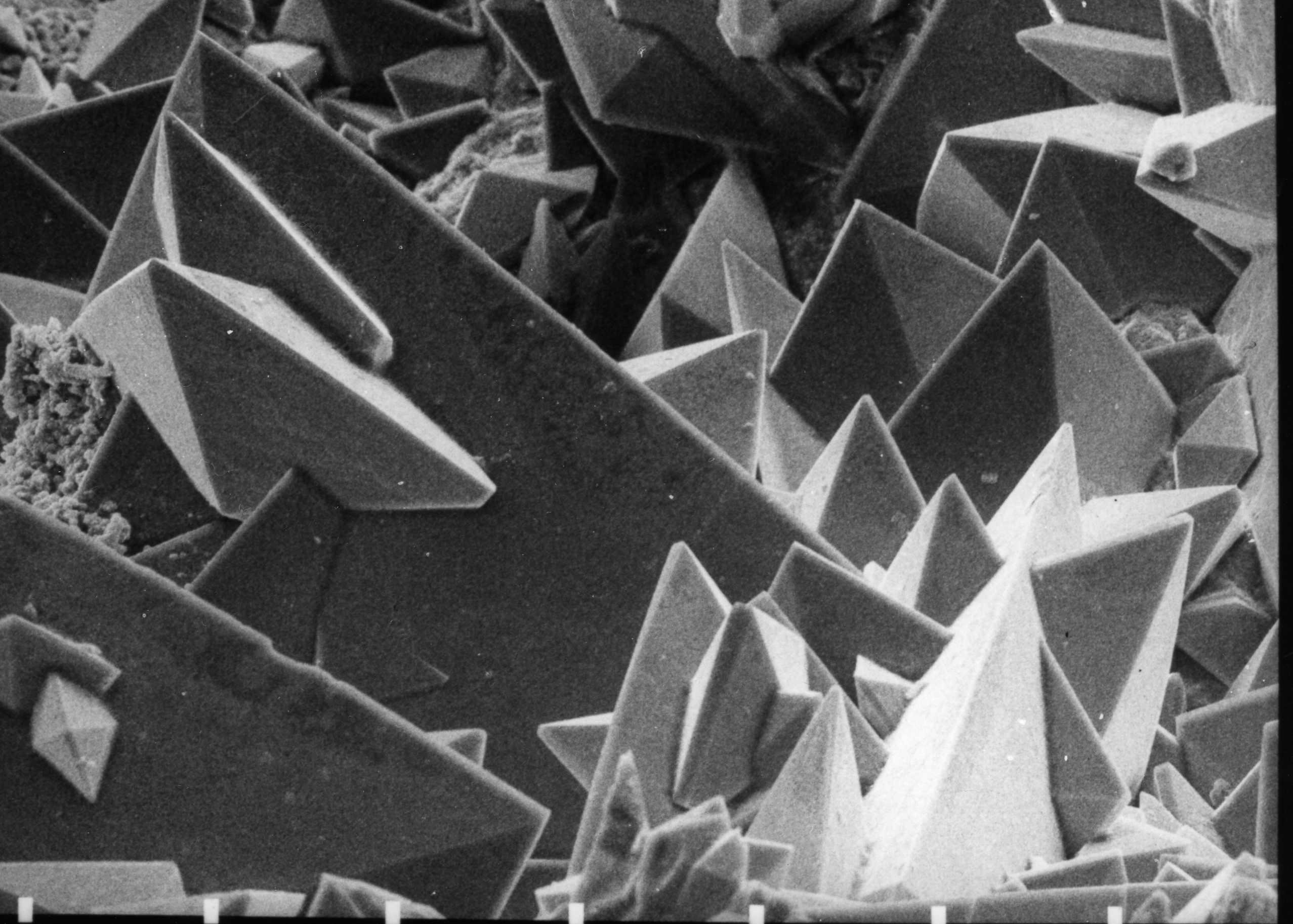
Oberfläche eines Nierensteins mit tetragonalen Kristallen von Weddellit (Calciumoxalat-Dihydrat). REM-Aufnahme, Primärstrahlspannung 30 kV, abgebildete Fläche = 0,7 mm × 0,5 mm.

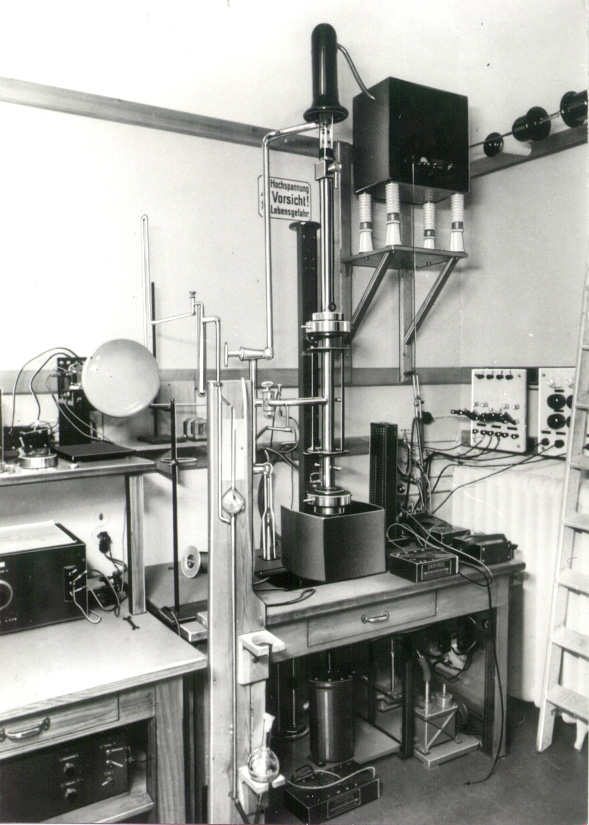
Das erste Rasterelektronenmikroskop von M. von Ardenne

Als Rasterelektronenmikroskop (REM) (englisch scanning electron microscope, SEM) bezeichnet man ein Elektronenmikroskop, bei dem ein Elektronenstrahl in einem bestimmten Muster über das vergrößert abzubildende Objekt geführt (gerastert) wird und Wechselwirkungen der Elektronen mit dem Objekt zur Erzeugung eines Bildes des Objekts genutzt werden. Die typischerweise mit einem Rasterelektronenmikroskop erzeugten Bilder sind Abbildungen der Objektoberflächen und weisen eine hohe Schärfentiefe auf. Eine rasternde Abbildung lässt sich auch in Transmission durchführen (engl. scanning transmission electron microscopy, STEM), hierfür sind entsprechend ausgerüstete Transmissionselektronenmikroskope oder dedizierte Rastertransmissionselektronenmikroskope nötig.

## Geschichte

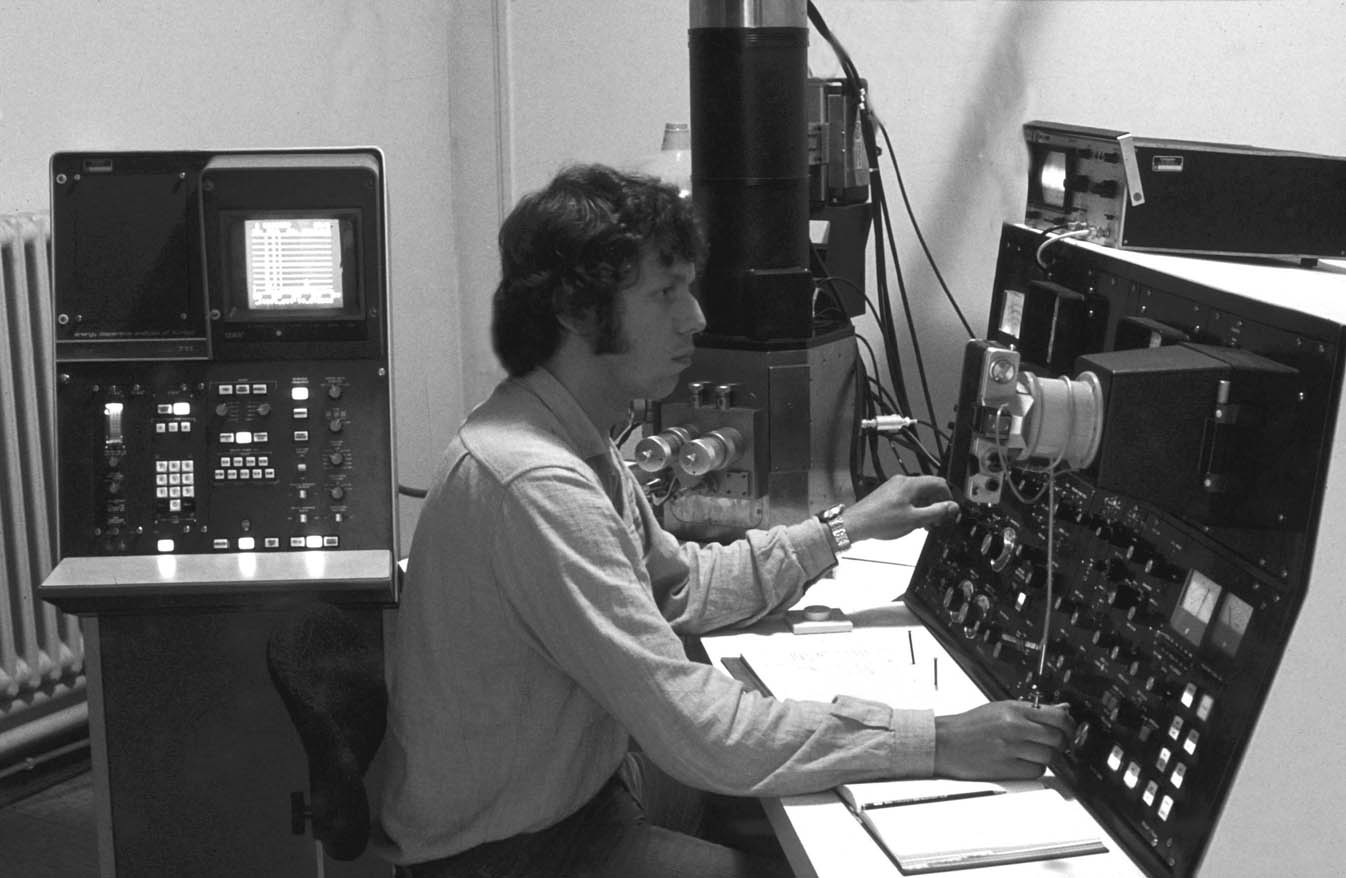
REM Cambridge S150 mit EDX (links) zur Elementanalyse (Geologisch-Paläontologisches Institut, Universität Kiel, 1980)

Hans Busch entdeckte im Jahr 1925, dass man ein Magnetfeld als Elektronenlinse benutzen kann, analog zur Glaslinse bei Lichtstrahlen. 1931 baute Ernst Ruska zusammen mit Max Knoll das erste Elektronenmikroskop. Es handelte sich dabei allerdings um ein Durchstrahlungs-Elektronenmikroskop (Transmissionselektronenmikroskop – TEM) und lieferte keine Bilder der Oberfläche, sondern die Verteilung der Masse im Objekt. Das Auflösungsvermögen dieses ersten Elektronenmikroskops war aus technischen Gründen zunächst noch sehr beschränkt. Zwei Jahre darauf konstruierte Ernst Ruska sein zweites Elektronenmikroskop mit einem Auflösungsvermögen von 50 nm, was die Auflösung mit Lichtstrahlenabtastung bei weitem übertrifft.
Das Rasterelektronenmikroskop wurde 1937 von Manfred von Ardenne erfunden. Er entwickelte und baute das erste hochauflösende Rasterelektronenmikroskop mit starker Vergrößerung und Abtastung eines sehr kleinen Rasters (Seitenlänge 10 µm; Auflösung in Zeilenrichtung 10 nm) mit einem zweistufig verkleinerten und feinfokussierten Elektronenstrahl (Sondendurchmesser 10 nm). Von Ardenne verwendete das Abtastprinzip nicht nur, um einen weiteren Weg in der Elektronenmikroskopie zu eröffnen, sondern auch gezielt, um den chromatischen Fehler zu eliminieren, der Elektronenmikroskopen inhärent ist. Er beschrieb und diskutierte in seinen Publikationen die theoretischen Grundlagen des Rasterelektronenmikroskops sowie die verschiedenen Detektionsmethoden und teilte seine praktische Ausführung mit. Weitere Arbeiten kamen von der Vladimir-Zworykin-Gruppe (1942), später von den Cambridge-Gruppen in den 1950er Jahren und Anfang der 1960er Jahre unter der Leitung von Charles William Oatley. Alle diese Arbeiten führten schließlich zur Vermarktung des ersten kommerziellen Rasterelektronenmikroskops „Stereoscan“ (1965) durch Cambridge Scientific Instruments Company. Ein Bericht über die frühe Geschichte der SEM wurde von McMullan verfasst.

## Funktionsprinzip

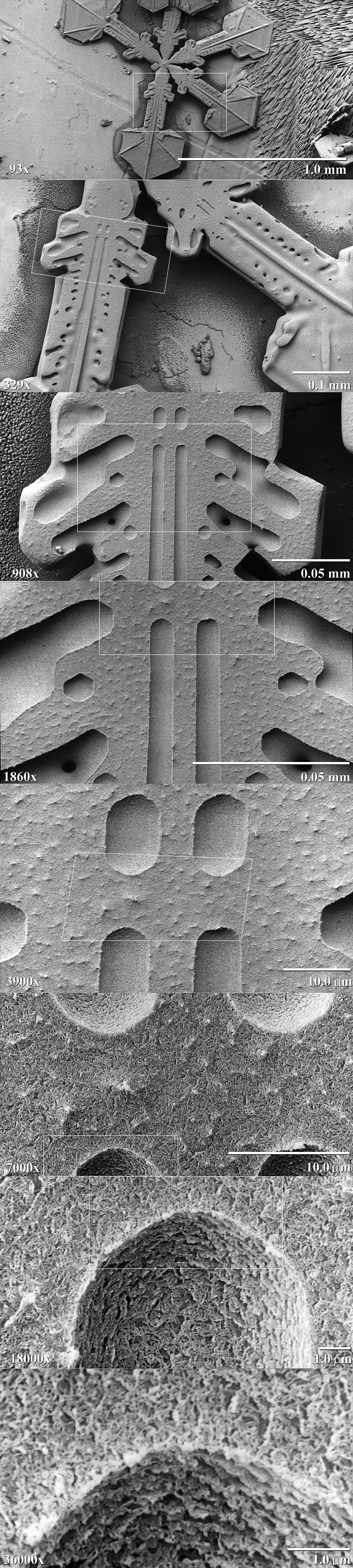
Eine Serie von REM-Aufnahmen eines Schneekristalls. Die Vergrößerung nimmt von oben nach unten zu

### Elektronenstrahlerzeugung

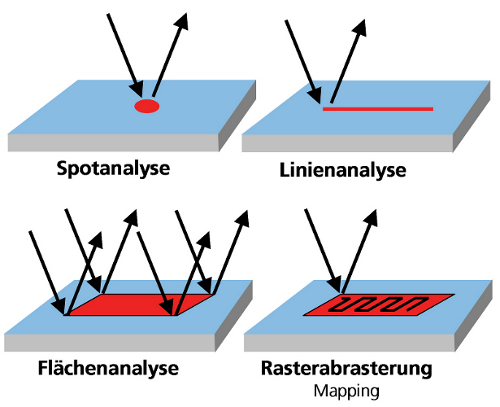
Darstellung der vier verschiedenen Analysearten

Der Elektronenstrahl wird in einer Elektronenquelle erzeugt. Dabei handelt es sich bei den einfacheren Geräten um einen haarnadelförmig gebogenen Draht aus Wolfram oder einen LaB6-Kristall (Lanthanhexaborid). Dieser wird erhitzt und emittiert Elektronen (sogenannte Glühkathode), die dann in einem elektrischen Feld mit einer Spannung von typischerweise 8 bis 30 kV beschleunigt werden.
Die Technik der Feldemission wird in teureren Geräten verwendet. Die Feldemissionskathode (engl. field emission gun, FEG) besteht aus einer sehr feinen Spitze, aus der durch Anlegen einer sehr hohen elektrischen Feldstärke die Elektronen „heraustunneln“. Man unterscheidet zwischen der kalten Feldemission, bei der aus einer feinen Wolframspitze ohne Heizen der Kathode nur auf Grund des anliegenden elektrischen Feldes die Elektronen austreten, und der thermischen Feldemission, bei der eine Schottky-Kathode leicht geheizt wird. Die thermische Feldemission hat den Vorteil der höheren Strahlintensität. Instrumente mit solchen Elektronenquellen zeichnen sich durch besonders gute Bildqualität schon bei sehr niedriger Beschleunigungsspannung aus. Grund für die bessere Bildqualität ist, dass die Elektronen eine definierte Geschwindigkeit besitzen.

### Rasterprozess

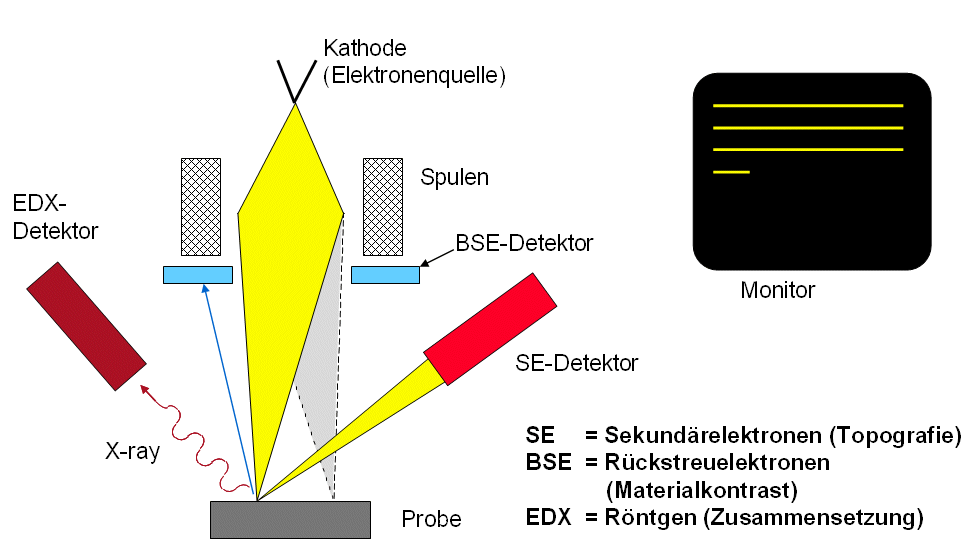
Vereinfachtes Funktionsprinzip eines Rasterelektronenmikroskops (REM-EDX)

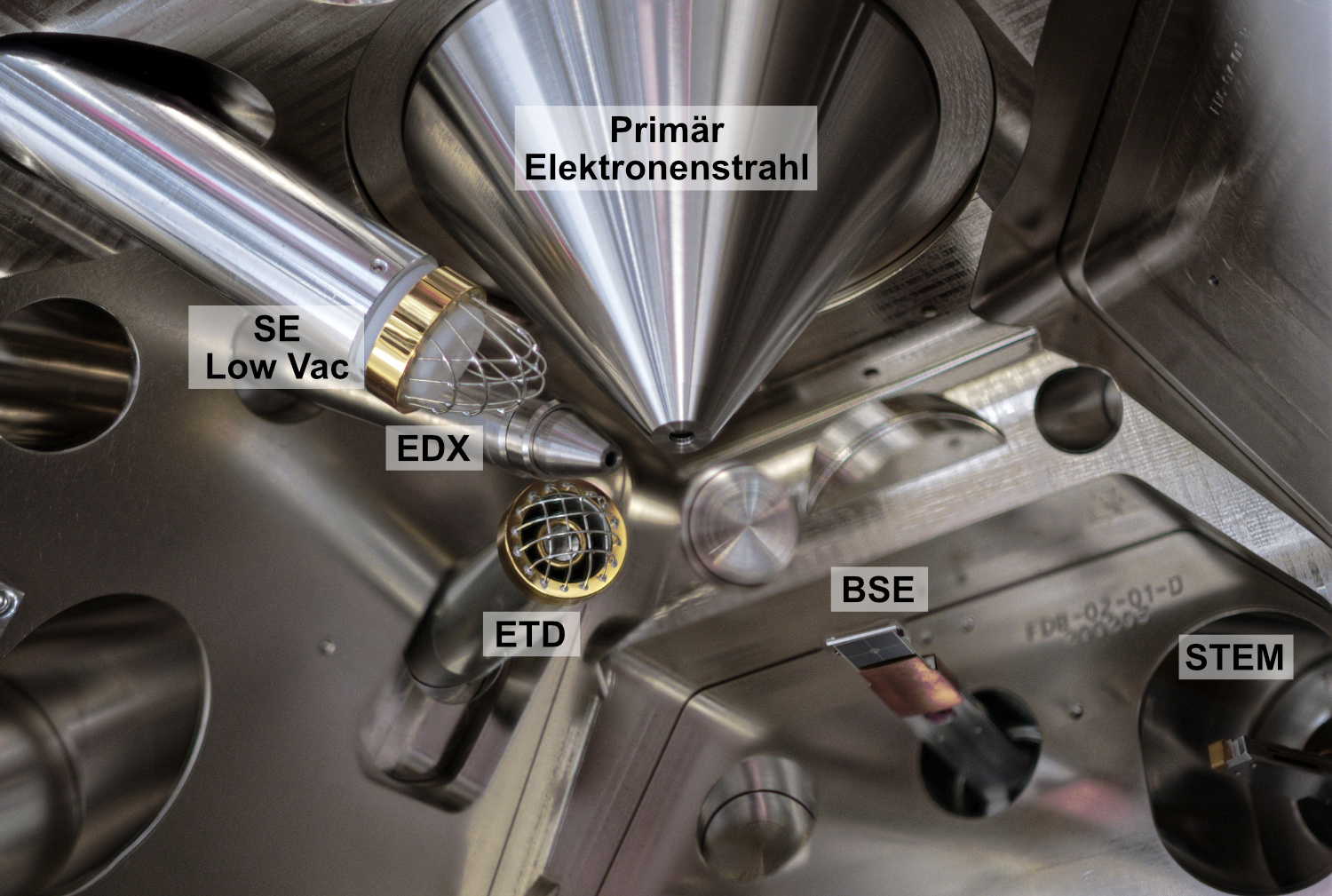
Der Innenraum eines Rasterelektronenmikroskops

Das Rasterelektronenmikroskop basiert auf der Abrasterung der Objektoberfläche mittels eines feingebündelten Elektronenstrahls. Der komplette Vorgang findet normalerweise im Hochvakuum statt, um Wechselwirkungen mit Atomen und Molekülen in der Luft zu vermeiden.
Mit Hilfe von Magnetspulen wird der Elektronenstrahl auf einen Punkt auf dem Objekt fokussiert. Trifft der Elektronenstrahl auf das Objekt, sind verschiedene Wechselwirkungen möglich, deren Detektion Informationen über die Beschaffenheit des Objekts geben. Die Intensität des Signals wird ausgewertet.
Der von der Kathode kommende Primärelektronenstrahl wird nun wie bei einem Röhrenfernseher zeilenweise über die Oberfläche des Objekts geführt (Rastern), während das Signal in Grauwertinformationen umgewandelt und synchron auf dem Bildschirm dargestellt wird. Sind alle Zeilen des Bildes abgetastet, fängt das Rastern wieder am oberen Bildrand an und ein neues Bild wird erzeugt.
Die Vergrößerung ist nichts anderes als das Verhältnis zwischen abgerasterter Probenfläche und der Monitorgröße. Die Vergrößerung kann bei den meisten Geräten nahezu stufenlos eingestellt werden.

Schematische Darstellung der Signale, die im REM entstehen und genutzt werden.

## Signalarten

### Sekundärelektronenkontrast
Als meistgenutzte Informationsquelle dienen die von den Elektronen des Strahls (Primärelektronen) in Wechselwirkung mit den Atomen des zu untersuchenden Objekts erzeugten Sekundärelektronen (SE). Sie haben eine Energie von einigen Elektronenvolt und können von einem Everhart-Thornley-Detektor (ETD) oder von einem sogenannten Inlens-Detektor (Detektor sitzt in der Säule) erfasst werden. Aufgrund ihrer niedrigen Energie stammen sie nur aus den obersten Nanometern der Oberfläche und bilden somit die Topografie des Objektes ab. SE aus tieferen Schichten erreichen nicht die Oberfläche und werden somit nicht detektiert. Das Volumen, aus dem die SE erfasst werden, ist deshalb viel kleiner als der durch den Primärstrahl angeregte Bereich. Die Auflösung wird fast nur durch den erreichbaren Strahldurchmesser bestimmt und dieser ist vergleichsweise klein – daher erlauben SE-Bilder eine sehr hohe Auflösung (wenige nm).
Der effektive Bildkontrast hängt von mehr Parametern als beim Lichtmikroskop ab. Flächen, die zum Detektor geneigt sind, erscheinen heller als Flächen, die vom Detektor abgewandt sind (Flächenneigungskontrast). Daneben gibt es weitere Mechanismen, die Kanten oder Schatten im Bild hervorheben. Allgemein entsteht der Eindruck, als würde man das Objekt von oben betrachten, während es aus der Richtung des Detektors beleuchtet wird. Zur Verstärkung des Kontrastes werden die Proben deshalb auch oft selektiv geätzt.
Die Ausbeute von SE ist auch materialabhängig (aufgrund von Aufladungen, der Ordnungszahl und der chemischen Bindung). Durch Ablösung der SE und die fehlende Erdung werden elektrisch isolierende Materialien wie z. B. Oxide positiv aufgeladen und verhindern dadurch eine weitere Ablösung der Elektronen. Sie erscheinen dadurch dunkler als eine metallische Umgebung. Prinzipiell erscheinen schwere Materialien heller als leichte. Besonders der Inlens-Detektor zeigt mehr Materialkontrast, während der Everhart-Thornley-Detektor durch seine seitliche Position eher für Topografien empfindlich ist.

### Rückstreuelektronenkontrast

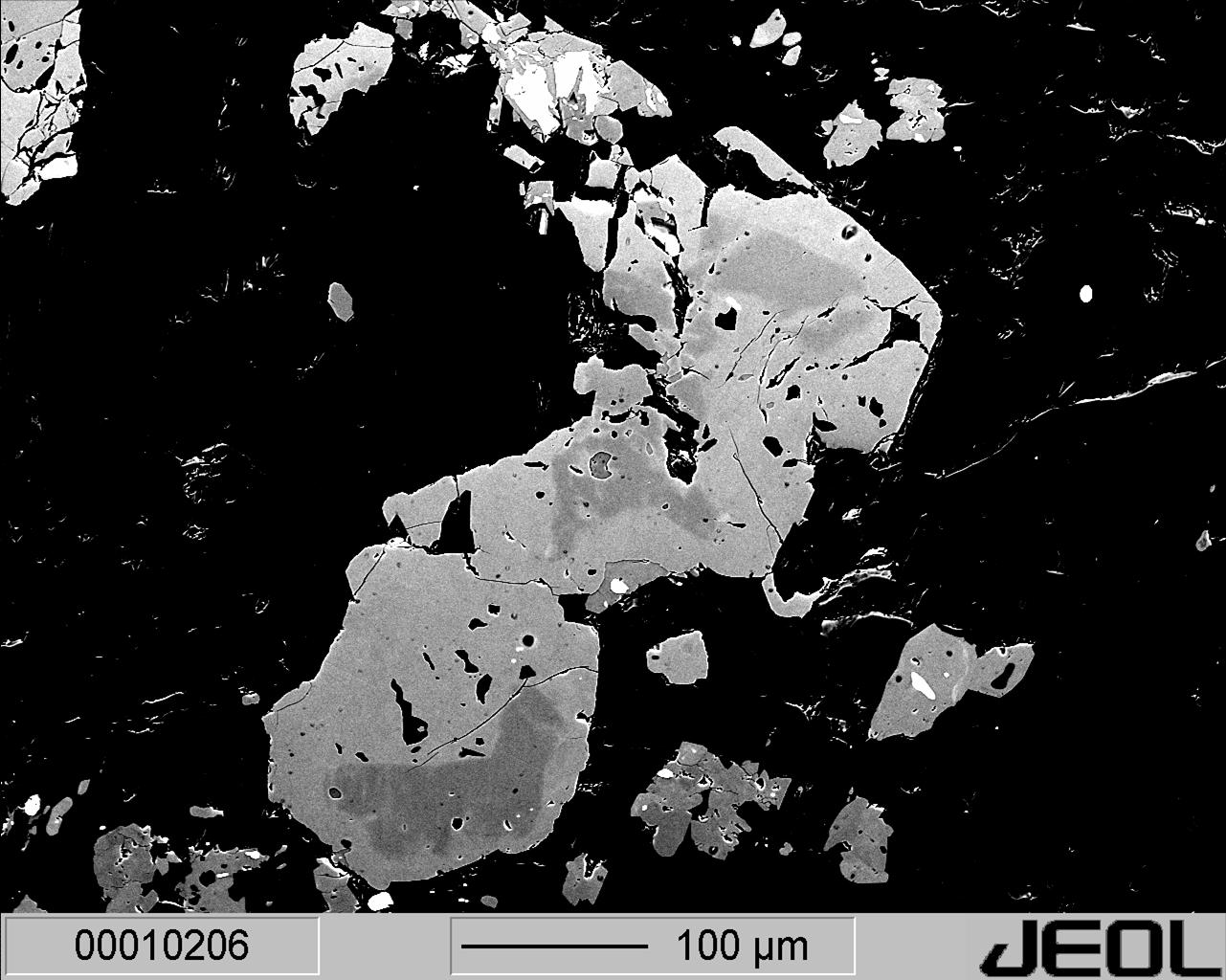
Zonierter Granat aus dem Ötztal-Stubai-Kristallin – aufgenommen mit dem Rasterelektronenmikroskop (BSE)

Ein weiteres häufig genutztes Abbildungsverfahren ist die Detektion von zurückgestreuten Elektronen (engl. backscattered electrons, BSE). Diese vom Objekt zurückgestreuten Primärelektronen sind energiereicher als Sekundärelektronen und haben eine typische Energie von einigen keV. Die Intensität des Signals ist in erster Linie von der mittleren Ordnungszahl des Materials abhängig. Schwere Elemente sorgen für eine starke Rückstreuung, so dass entsprechende Bereiche hell erscheinen. Bereiche mit leichteren Elementen erscheinen hingegen dunkler. Das BSE-Bild wird daher auch als Materialkontrastbild bezeichnet und ermöglicht Rückschlüsse auf die chemische Natur des Objektmaterials bzw. der Verteilung verschiedener Materialien oder Elemente im Bild.
Bei der Interpretation von Materialkontrastbildern ist außerdem zu beachten, dass die Topografie der Probe (Flächenneigung, Abschattung, Aufladung usw.) den Kontrast ebenfalls beeinflussen und Materialinhomogenitäten vortäuschen kann. Das Interaktionsvolumen, aus dem Elektronen rückgestreut werden, hängt neben dem Material der untersuchten Probe (Ordnungszahl) stark von der Beschleunigungsspannung ab. Es beträgt typischerweise einige Kubikmikrometer – daher haben BSE-Bilder eine schlechtere Auflösung als Sekundärelektronenbilder.
Zur Detektion der Rückstreuelektronen kann der Everhart-Thornley-Detektor genutzt werden. Bei negativer Spannung am Gitter des Detektors können nur die energiereicheren Rückstreuelektronen den Detektor erreichen, die Sekundärelektronen werden abgeschirmt. Da sich der Everhart-Thornley-Detektor seitlich der Probe befindet, ist die Ausbeute an Rückstreuelektronen relativ gering. Ein dedizierter Rückstreuelektronendetektor ist der Robinson-Detektor, bei dem ein Szintillator mit Loch so über der Probe platziert wird, dass der Primärelektronenstrahl durch das Loch hindurch auf die Probe trifft. Modernere Detektoren sind Halbleiter-basiert, haben oft mehrere Segmente und sind direkt am Polstück platziert. Eine weitere Bauart sind direkt in die Säule integrierte Detektoren („InLens“-Detektor).
Inzwischen gibt es auch technische Lösungen (Elektronenoptik, Detektor) dafür, dass Rückstreukontrast bei sehr kleinen Beschleunigungsenergien (1 keV und darunter) zur Abbildung benutzt werden kann. Wegen des kleinen Interaktionsvolumens bei diesen Energien erhält man auch eine deutlich bessere Ortsauflösung.

### Röntgenanalyse (EDX / WDX)
Zur Charakterisierung der Elementzusammensetzung kleinster Probenbereiche wird im REM häufig die charakteristische Röntgenstrahlung genutzt. Diese entsteht, wenn ein Elektron des Elektronenstrahls im Atom der Probe ein kernnahes Elektron aus seiner Position schlägt. Diese Lücke wird sofort von einem energiereicheren Elektron aus einem höheren Orbital aufgefüllt. Die Energiedifferenz wird in Form eines Röntgenquants frei. Die dadurch entstandene Röntgenstrahlung ist charakteristisch für den Übergang und das Atom, also das Element.
Mittels geeigneter Detektoren (Halbleiterdetektoren) können die Energien, deren Intensität charakteristisch für die in der Probe enthaltenen Elemente ist, aufgenommen werden und so direkt auf das Element geschlossen werden. Die gängige Methode am REM ist die energiedispersive Röntgenstrahlen-Analyse (engl. energy dispersive X-ray analysis, EDX) – dabei wird die Energie des Röntgenquants ausgewertet. An einigen REMs findet sich auch die wellenlängendispersive Röntgenstrahlen-Analyse („wavelength dispersive X-ray analysis“, WDX), die aber hauptsächlich an (Elektronenstrahl-)Mikrosonden Einsatz findet:
siehe hierzu Elektronenstrahlmikroanalyse (ESMA).

### Weitere Signalarten
- Probenstrom: Absorbierte Elektronen erzeugen/stellen einen Strom dar, der durch die Probe zur Erde abfließt, und können zur Abbildung der Oberfläche genutzt werden.
- Kathodolumineszenz: Kathodolumineszenz entsteht dadurch, dass einige Stoffe beim Bestrahlen mit Elektronen Licht emittieren. Dieses wird mit einem elliptischen Hohlspiegel abgebildet, da eine Ellipse zwei Brennpunkte besitzt. In einem der beiden Brennpunkte befindet sich die Probe und im anderen die Detektoreinheit. Das Licht kann spektral zerlegt werden und gibt daher Aufschluss über Bereiche unterschiedlicher Wellenlänge. Dazu wird eine wellenselektive Abbildung erzeugt. Mit Hilfe der Kathodolumineszenzstrahlung können Informationen zu Intern- und Defektstruktur sowie Spurenelementen gewonnen werden.
- Augerelektronen: Ein weiterer Interaktionsmechanismus ist die Erzeugung von Augerelektronen. Augerelektronen können anhand von zusätzlich angeschlossenen Spektrometergeräten ausgewertet werden.
- EBSD: Mit Hilfe von Elektronenrückstreubeugung (EBSD, von engl. electron back scatter diffraction) kann man die kristallographische Orientierung von Kristallen an der Objektoberfläche bestimmen. Dies ist beispielsweise zur Charakterisierung von Materialeigenschaften in der Werkstoffwissenschaft und Geologie von großer Bedeutung. Hierzu werden die von den Kristallflächen des Objekts reflektierten Elektronen auf einen Detektorschirm projiziert und die so entstehenden Kikuchi-Linien mit Hilfe eines Computers analysiert und kristallographischen Richtungen zugeordnet.

## Probenvoraussetzung und Probenvorbereitung
Die Probe muss vakuumstabil sein, da die Untersuchung im Hochvakuum bzw. beim ESEM in einem leichten Vakuum stattfindet.
Ein großes Problem stellen Aufladungseffekte bei der Untersuchung von Isolatoren dar. Ist die Energie der Elektronen zu niedrig, werden nur sehr wenige Sekundärelektronen abgestrahlt und die Probe lädt sich lokal negativ auf. Ist der Primärstrahl zu stark, können sich Teile der Oberfläche positiv aufladen. Um diese Effekte zu vermeiden, kann man isolierende Materialien mit einer sehr dünnen Edelmetallschicht versehen (z. B. Gold, Platin, Platin-Palladium-Mischungen oder auch Chrom Sputtern) oder mit Kohlenstoff (Graphit) bedampfen.
Eine Alternative ist das Benutzen von Beschleunigungsspannungen, bei denen Stromgleichgewicht herrscht (eingestrahlter Elektronenstrom = abgestrahlter Elektronenstrom). Die Werte dafür liegen in der Regel unter 3 kV und müssen für jede Probe individuell gefunden werden. Eine dritte Möglichkeit besteht darin, die Probe stärker zu kippen und dazu noch eine positive Saugelektrode anzubringen, am besten oberhalb der Probe. Dann kann man mit einem üblichen, seitlich angeordneten Sekundärelektronendetektor auch viele Isolatorproben unbeschichtet gut abbilden.

## Varianten der Rasterelektronenmikroskopie

### ESEM
Eine Variante der Rasterelektronenmikroskope stellt das ESEM (engl. environmental scanning electron microscope, ESEM) dar, bei dem nur die Elektronenstrahlerzeugung im Hochvakuum stattfindet. Die Probenkammer und die elektronenoptische Säule, in der sich die Strahlmanipulation befindet, stehen nur unter einem leichten Vakuum. Dabei wirkt das Restgas in der Kammer als Oszillator und Verstärker. Außerdem sorgt das Restgas für eine Ladungskompensation, so dass keine Beschichtung der Proben vonnöten ist.

### STEM
Das Rastertransmissionselektronenmikroskop (engl. scanning transmission electron microscope, STEM) ist eine spezielle Variante des Transmissionselektronenmikroskops. Bei diesem Verfahren befindet sich der Detektor hinter der Probe (in Richtung des Elektronenstrahls gesehen). Es wird also die Streuung der Elektronen in Transmission gemessen. Dazu muss die Probe sehr dünn sein (typischerweise zwischen 50 und 500 nm). Seit einiger Zeit gibt es auch Halbleiterdetektoren für Rasterelektronenmikroskope.

### SEMPA
Das Rasterelektronenmikroskop mit Polarisationsanalyse (engl. scanning electron microscope with polarization analysis, SEMPA) ist eine spezielle Variante des Rasterelektronenmikroskops. Bei diesem Verfahren wird nicht nur die Anzahl, sondern zusätzlich auch der Spin der Sekundärelektronen (SE) im Detektor analysiert. Hierbei werden zwei Komponenten des Elektronenspins gleichzeitig gemessen. Wird eine magnetische Probe untersucht, so sind die austretenden Sekundärelektronen Spin-polarisiert. Durch eine ortsabhängige Untersuchung der Spin-Polarisation der SE kann ein Bild der magnetischen Domänenstruktur der Probenoberfläche gewonnen werden.

## Vergleich mit anderen mikroskopischen Techniken
Die mit einem Rasterelektronenmikroskop erzeugten Bilder sind Abbildungen der Objektoberflächen und weisen im Vergleich zu Bildern, die mit lichtoptischen Durchlichtmikroskopen erzeugt werden, eine höhere Schärfentiefe auf. Das Auflösungsvermögen ist außer vom Strahldurchmesser natürlich stark von Probe und gewähltem Abbildungssignal abhängig und beträgt bei günstigen Verhältnissen typisch um 1 nm…2 nm. Der damit maximale sinnvolle Vergrößerungsfaktor liegt etwa bei 1.000.000:1, während dieser bei der Lichtmikroskopie bei etwa 2000:1 liegt.
Im Vergleich zum Transmissionselektronenmikroskop erzielt das Rasterelektronenmikroskop eine geringere Auflösung. Jedoch wird bei der Probenpräparation für die Transmissionselektronenmikroskopie die Probe stark verändert, da das Präparat sehr dünn sein muss. Hingegen bleibt die Probe beim Rasterelektronenmikroskop mechanisch intakt.